# Helmut Schäfer (sollevatore)
Helmut Rudolf Friedrich Schäfer (Stoccarda, 22 ottobre 1908 – Schönaich, 30 luglio 1994) è stato un sollevatore tedesco.

## Carriera
All'età di sette anni, nel 1915, venne affiliato al KSV 1895 Stuttgart dove praticò l'atletica pesante. Specializzatosi nel sollevamento pesi, divenne campione tedesco nel 1931 e vinse due medaglie di bronzo ai campionati europei del 1929 e del 1933, mentre nel campionato del 1930 a Monaco di Baviera si classificò al quinto posto. Partecipò alle Olimpiadi di Los Angeles nel 1932, nei pesi piuma, classificandosi al quarto posto. Nello slancio stabilì due record mondiali nel 1932 e 1935.
Dopo la fine della carriera, divenne allenatore delle giovanili, arbitro e funzionario della federazione. Fu inoltre fondatore e dirigente di una compagnia di taxi.